# Guerra de la Independència d'Escòcia
Hom coneix amb el nom de guerres d'independència d'Escòcia un conjunt de campanyes militars que van enfrontar a Escòcia i Anglaterra des de finals del segle xiii fins a mitjans del segle xiv. L'origen d'aquestes batalles es troba en l'objectiu anglès d'ocupar i annexionar el país escocès, mentre que Escòcia cercava mantenir la independència i la integritat del seu territori.
La Primera Guerra d'Independència, entre 1296 i 1328, va començar amb la invasió anglesa d'Escòcia i va concloure amb la signatura del Tractat d'Edimburg-Northampton, de 1328. Una segona invasió del país, liderada per Eduard Balliol i sostinguda pels anglesos, suposà l'esclat de la Segona Guerra d'Independència, que durà des de 1332 fins a 1357. Només el Tractat de Berwick va permetre acabar amb el conflicte.
Aquest període i tots els conflictes associats van suposar per a Escòcia una greu crisi nacional, que va tenir conseqüències molt importants en la història posterior del país. Tot i així, Escòcia va poder assolir el seu objectiu en el conflicte, com era mantenir el seu estatus de nació lliure i independent.
D'altra banda, cal destacar també que les batalles van tenir una importància destacada en el camp de la tecnologia militar. Així, va ser durant aquest període que es va començar a emprar l'arc llarg anglès, que esdevindria un dels elements més destacats de l'armament a l'edat mitjana.

## Primera Guerra d'Independència (1296-1328)

### Els inicis de la guerra (1296-1306)

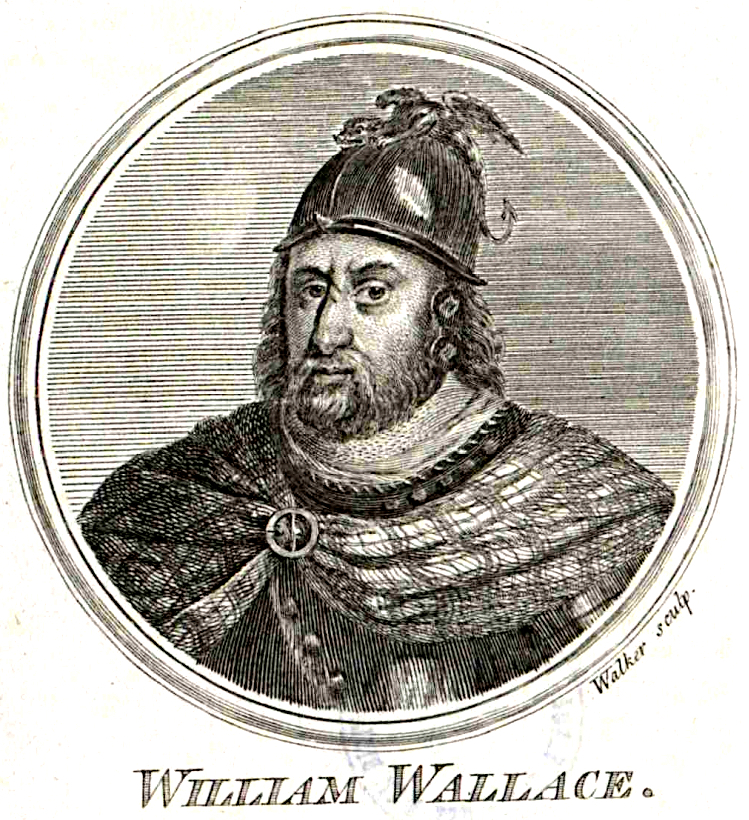
Retrat de William Wallace

La Primera Guerra d'Independència d'Escòcia (1296-1306) es pot dividir en quatre fases diferenciades:
- Invasió inicial, amb èxit, de les tropes angleses (1296)
- Campanyes dirigides per William Wallace, Andrew de Moray i altres Guardians d'Escòcia, que es conclouen amb la submissió d'Escòcia negociada per John Comyn (1297-1304)
- Noves campanyes dirigides per Robert Bruce, des de la seva coronació fins a la victòria escocesa a la batalla de Bannockburn (1306-1314).
- Iniciatives diplomàtiques i campanyes militars dirigides pels escocesos a Escòcia, Irlanda i el nord d'Anglaterra, fins a la signatura del tractat d'Edimburg-Northampton (1314-1328).

La guerra es va iniciar amb el saqueig de la ciutat de Berwick per part de les tropes d'Eduard I d'Anglaterra, al març de 1296. L'exèrcit escocès no va trigar a donar resposta, tot i que fou derrotat durament a la batalla de Dunbar. Aquesta derrota va comportar la desfeta de la resistència escocesa i, al juliol del mateix 1296, l'abdicació de Joan Balliol com a rei d'Escòcia. Cap a finals d'agost, l'exèrcit anglès havia ocupat pràcticament la totalitat del territori escocès, i el rei Eduard d'Anglaterra decidí traslladar la Pedra de Scone des de l'abadia de Scone, a Escòcia, fins a l'abadia de Westminster, a Londres. Poc després, el monarca convocà el Parlament a la ciutat de Berwick per tal que la noblesa del país li rendís homenatge. D'aquesta forma, Anglaterra donava per completada l'ocupació d'Escòcia, tot i que el territori no era, ni de prop, plenament dominat.
A partir de 1297, les revoltes organitzades a diferents llocs d'Escòcia per William Wallace, Andrew de Moray i altres nobles del país, van obligar a Eduard I a enviar nous contingents de tropes alhora que tractava d'arribar a acords amb els dirigents del regne. Tot i que el monarca va aconseguir obligar a la noblesa sublevada a Irvine, la constància de les campanyes de William Wallace i Andrew de Moray van portar a la primera victòria escocesa, que va tenir lloc a la batalla de Stirling Bridge. Com a conseqüència d'aquesta batalla, William Wallace va ser proclamat al març de 1298 Guardià d'Escòcia i les seves tropes es llançaren a diverses incursions al nord d'Anglaterra.
El rei Eduard però, planificà una nova invasió amb la qual cercava vèncer definitivament a William Wallace i els seus seguidors. Les tropes angleses marxaren, així, cap a Escòcia, on derrotaren a la resistència a la batalla de Falkirk (1298). La campanya continuà durant mesos i Eduard I va aconseguir restablir el seu domini sobre bona part del país. A més, el prestigi de William Wallace quedà seriosament afectat, fins al punt que va renunciar al títol de Guardià d'Escòcia i va passar a viure com a fugitiu.

### El regnat de Robert Bruce (1306-1314)

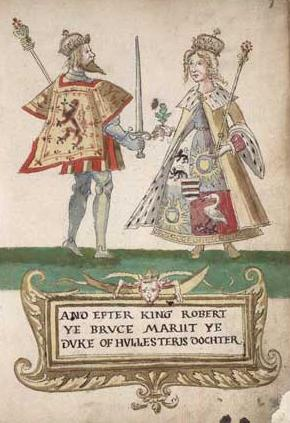
Robert Bruce i Elizabeth de Burgh

El mateix 1298, Robert Bruce i John Comyn van ser proclamats com a nous Guardians d'Escòcia en substitució de William Wallace. Les tensions entre ambdós però, van fer que el bisbe de Saint Andrews, William de Lamberton, rebés també el títol el 1299. En paral·lel, durant aquest any les pressions diplomàtiques de França i el Papa van convèncer a Eduard I per posar en llibertat a Joan Balliol i col·locar-lo sota la tutela del Pontífex. Per la seva part, William Wallace va traslladar-se a França per sol·licitar l'ajuda directa del rei Felip IV, i és possible que el seu viatge arribés fins a la mateixa Roma.
Una sèrie de noves campanyes angleses, planificades per Eduard I entre 1300 i 1301, van concloure amb una nova treva entre Escòcia i Anglaterra el 1302. Només un any més tard però, l'exèrcit anglès tornà a atacar les darreres posicions escoceses, entre les quals destacava com a plaça forta el castell de Stirling. La caiguda d'aquesta fortalesa, a principis de 1304, obligà als darrers nobles que encara no ho havien fet a rendir homenatge a Eduard I. Tot i així, Robert Bruce i William de Lamberton van pactar una nova aliança amb l'objectiu d'alliberar el país i convertir a Robert en nou rei d'Escòcia.
El 1305, amb la captura i execució de William Wallace, Escòcia semblava haver estat definitivament conquerida. El 1306 però, es produí un fet que canviaria el rumb dels esdeveniments. L'enemistat entre Robert Bruce i John Comyn arribà a l'extrem i el primer acabà assassinant el segon. Segons indiquen les fonts, John Comyn havia informat Eduard I sobre les intencions de Robert Bruce d'obtenir la corona d'Escòcia, trencant així un acord entre ambdós Guardians. Bruce però, va aconseguir els informes de la traïció, fet que donà peu al conflicte entre tots dos.
Amb la mort de John Comyn, Robert Bruce va reunir a tots els sacerdots d'Escòcia i als nobles que continuaven recolzant-lo, i es va fer coronar Rei dels escocesos a l'abadia de Scone. Immediatament, el nou monarca inicià una campanya militar per tal d'alliberar el país, tot i que després de ser derrotat va haver de fugir d'Escòcia i declarat fora de la llei. Segons explica la llegenda, ocult en una cova i decidit a abandonar la lluita, va veure com una petita aranya volia fer una teranyina en un espai massa gran per a ella. El rei s'hi va veure reflectit amb la seva lluita, tirant endavant la lluita malgrat que les circumstàncies semblessin no aconsellar-ho. En qualsevol cas, llegenda o no, el 1307 tornà a col·locar-se al capdavant de la resistència i desafià a les tropes angleses en diferents batalles. Amb la mort del rei Eduard d'Anglaterra el seu bàndol semblà reforçar-se, amb un suport cada cop més gran i unes tropes que augmentaven dia rere dia. Amb aquest exèrcit va presentar-se davant dels anglesos a Bannockburn, on aconseguí una important victòria el 1314.

### De Bannockburn a Edimburg-Northampton (1314-1328)
Amb la victòria de Bannockburn, Escòcia tornà a recuperar la iniciativa en el conflicte. En aquest sentit, el 1320, un grup de nobles escocesos van transmetre al Papa l'anomenada Declaració d'Arbroath, on li presentaven la independència d'Escòcia respecte d'Anglaterra. Dues declaracions similars van ser també enviades pel clergat i pel mateix rei Robert Bruce.
En el camp militar, el 1322 l'exèrcit escocès va vèncer a les tropes angleses d'Eduard II d'Anglaterra a la batalla de Old Byland, en terres del comtat de Yorkshire. Amb aquesta derrota, el rei anglès es va veure obligat a reconèixer la independència d'Escòcia, alhora que li va fer perdre bona part dels seus suports a Anglaterra. Cinc anys més tard, el 1327, amb el seu assassinat i l'ascens d'Eduard III d'Anglaterra al tron, Robert Bruce va tornar a envair Anglaterra per tal de millorar les condicions del seu regnat. Amb la nova situació, Anglaterra es va veure obligada a signar el Tractat d'Edimburg-Northampton, segons el qual es reconeixia, de facto, la independència d'Escòcia i a Robert Bruce com a rei. A més, per tal de garantir la pau, el fill i hereu de Robert I, David II, va contraure matrimoni amb la germana d'Eduard III d'Anglaterra.

## La Segona Guerra d'Independència (1332-1357)
Després de la mort de Robert I d'Escòcia, el nou rei David II era encara massa jove per a regnar i Thomas Randolph, I comte de Moray va esdevenir el nou ‘Guardià d'Escòcia'. A l'altra banda de la frontera però, Eduard III, encara que hagués signat el Tractat d'Edimburg-Northampton, estava determinat a venjar-se per la humiliació que, al seu entendre, els escocesos li havien fet patir. Per a aconseguir els seus objectius, comptava amb l'ajuda d'Eduard de Balliol, fill de Joan de Balliol, i que era alhora pretendent al tron d'Escòcia.
El rei anglès, alhora, disposava del suport d'un grup de nobles escocesos, entre els quals també destacava Henry Beaumont, coneguts com els ‘desheretats (‘the Disinherited). Tots ells ja havien col·laborat amb Anglaterra durant la Primera Guerra de la Independència i, després de la batalla de Bannockburn, Robert Bruce els havia desposseït dels seus títols i les seves terres per donar-se-les, com a premi, als seus aliats. Quan es restablí la pau, no van rebre cap indemnització. És per això que aquests nobles desheretats volien recuperar les seves possessions i serien, en darrer terme, la causa de l'inici de les hostilitats.
El comte de Moray va morir el 20 de juliol de 1332. La noblesa escocesa es va reunir a la ciutat de Perth, on escollí a Donald Mormaer, comte de Mar com a nou Guardià d'Escòcia. En un descans, un petit grup capitanejat per Eduard Balliol es va fer a la mar des del riu Humber. Aquest grup, de poc més de cent homes, estava format per nobles desheretats i mercenaris al seu servei, i, tot i les seves intencions, estava condemnat al fracàs.
Eduard III d'Anglaterra seguia oficialment en pau amb David II d'Escòcia, de manera que els seus tractes amb Eduard de Balliol es feien de forma discreta. Òbviament el monarca coneixia els fets i és probable que Eduard de Balliol li hagués rendit homenatge en secret abans d'iniciar l'expedició. Tot i així, li negà el permís per envair Escòcia a través del riu Tweed, que establia la frontera entre ambdós països, ja que hagués estat una acció massa visible i hauria trencat qualsevol relació entre els dos reis. En canvi, Eduard III acceptà una acció marítima com la iniciada per Eduard de Balliol, tot i que negaria qualsevol coneixement, ho desautoritzaria i confiscaria totes les propietats angleses dels implicats en cas que l'operació no reeixís.
Els desheretats desembarcaren a Kinghorn, al Fife, el 6 d'agost. Les notícies dels seus moviments els precedien, de forma que, en el seu avanç cap a Perth, es van trobar amb un gran exèrcit d'infanteria a les ordres del nou Guardià d'Escòcia, Donald Mormaer. Durant aquesta batalla, coneguda com a batalla de Dupplin Moor, el petit exèrcit d'Eduard Balliol, dirigit per Henry Beaumont, va derrotar a les tropes escoceses malgrat la superació numèrica d'aquestes. Beaumont va emprar en la seva victòria les mateixes tàctiques que els anglesos aplicarien i difondrien posteriorment durant la Guerra dels Cent Anys, amb cavallers a peu al centre i grups d'arquers a les ales de l'exèrcit. Atrapats sota una mortífera pluja de fletxes, la gran majoria dels soldats escocesos no van arribar, ni tan sols, a tocar a les línies angleses. Quan la massacre finalitzà, Donald Mormaer, Robert Bruce (fill il·legítim de Robert I d'Escòcia), nombrosos nobles i gairebé 2000 soldats més havien mort a la batalla.
Com a conseqüència del resultat d'aquesta batalla, Eduard de Balliol es coronà com a rei dels escocesos, primerament a la ciutat de Perth i, posteriorment, al mes de setembre, a l'abadia de Scone.
Tot i així, l'èxit d'Eduard de Balliol va sorprendre Eduard III d'Anglaterra, qui, atemorit per l'èxit de l'acció i davant del risc d'una nova invasió escocesa d'Anglaterra, decidí dirigir-se al capdavant dels seus homes fins a la frontera com a mesura de precaució.
A l'octubre d'aquest mateix 1332, Archibald Douglas, que havia estat nomenat poc abans com a nou Guardià d'Escòcia, signà una treva amb Eduard de Balliol. En aquest tractat es van incloure certes clàusules que permetien reunir-se al Parlament d'Escòcia i que fos aquest qui decidís sobre la persona del monarca. En paral·lel, Eduard de Balliol es va desprendre en aquest moment de bona part de les seves tropes angleses i es dirigí cap a Annan, a la costa nord del Solway Firth. També feu públiques dues cartes, on afirmà que, amb l'ajuda d'Anglaterra, reivindicava novament el regne d'Escòcia, alhora que defensava que aquest sempre havia estat un feu depenent d'Anglaterra. Va prometre igualment la cessió de terres a Eduard III d'Anglaterra al llarg de tota la frontera, inclòs Berwick-upon-Tweed, així com el seu servei a aquest durant tota la seva vida.
Malgrat el control aparent d'Eduard de Balliol sobre tot el territori, Archibald Douglas el va atacar per sorpresa al mes de desembre a Annan, amb les primeres llums del matí. Bona part dels soldats d'Eduard van morir en l'atac, però ell mateix aconseguí fugir a cavall, mig nu, per a refugiar-se a Carlisle.
A l'abril de 1333, l'aliança dels dos Eduard, de Balliol i III d'Anglaterra, va assetjar la ciutat de Berwick amb un poderós exèrcit. Archibald Douglas va intentar trencar el setge al mes de juliol, però el seu exèrcit va ser derrotat i ell mateix va morir en la batalla de Halidon Hill. El rei David II, acompanyat de la reina, es van refugiar per seguretat al castell de Dumbarton, alhora que Berwick, després de la rendició davant de l'exèrcit anglès, fou annexionada formalment a Anglaterra. Amb aquests fets, Escòcia passava a estar dominada pràcticament a la seva totalitat per Anglaterra: bona part del territori es trobava ocupada militarment per l'exèrcit anglès i fins a vuit comtats de la zona dels Lowlands van ser cedits a Anglaterra per Eduard de Balliol.
Donada aquesta situació, a principis de l'any 1334, el rei Felip VI de França va proposar concedir-li asil al rei David II a França, tant a la seva persona com a la totalitat de la seva cort. Acceptant aquesta proposta, David II arribà a França al mes de maig del mateix 1334, i s'instal·là amb la seva cort al castell normand de Gaillard. Felip VI va decidir també incloure a Escòcia i al seu monarca en les negociacions de pau que en aquell moment es realitzaven entre França i Anglaterra. Aquestes negociacions, curiosament, no van dur a la consecució de la pau, sinó que van acabar donant inici a la Guerra dels Cent Anys.
En paral·lel, a Escòcia, malgrat l'absència de David II, diversos Guardians van mantenir viva la lluita contra els anglesos. El novembre de 1334, Eduard III d'Anglaterra va intentar una nova invasió d'Escòcia, tot i que va haver d'aturar les operacions al febrer de 1335 a causa del mal temps i en no aconseguir els resultats desitjats. El juliol però, i acompanyat d'Eduard de Balliol i 13.000 soldats, tornà a avançar cap al nord. Aquesta nova campanya anà dirigida contra Glasgow i Perth, on s'aturà mentre els seus homes saquejaven i arrasaven tots els camps de la regió. Davant d'aquesta violència, els escocesos van modificar la seva estratègia, tot intentant evitar les batalles a camp obert. Alhora, es va procurar evacuar, en la mesura de les possibilitats, els habitants dels Lowlands cap als turons i les terres del nord, més segures. Tot i així, certs cabdells, com ara bé David de Strathbogie, el comte d'Atholl i Robert II, nebot de Robert I, van preferir sotmetre's a Eduard III d'Anglaterra, retent-li homenatge a Perth.
Finalitzada la campanya, i amb Eduard III novament a Anglaterra, els últims líders de la resistència escocesa van escollir Andrew Murray com a nou Guardià d'Escòcia. Ràpidament, aquest negocià una treva amb el rei anglès, amb una durada fixada d'un any (fins a 1336), procés on tant el rei de França com el Papa van enviar emissaris per tal de cercar la pau definitiva entre Anglaterra i Escòcia. Al mes de gener de 1336, els escocesos van presentar una proposta de tractat segons la qual reconeixien com a rei a Eduard de Balliol, ja ancià i sense descendència, a canvi que el seu successor fos el mateix David II, qui abandonaria el seu exili francès i es traslladaria a Anglaterra. Tot i això, el mateix David II rebutjà aquesta proposta, fet que suposà el final de la treva.
Al mes de maig, un nou exèrcit anglès, comandat per Henry de Grosmont, primer duc de Lancaster, envaí Escòcia amb el suport d'un segon exèrcit encapçalat pel mateix rei Eduard III. Ambdós exèrcits van devastar una gran àrea del nord-oest d'Escòcia, amb els saqueigs d'Aberdeen i Elgin (Escòcia), a la vegada que un tercer exèrcit arrasava el sud-oest del país i la vall del riu Clyde.
La força i brutalitat d'aquestes invasions va canviar la visió del conflicte que tenien altres potències. Així, Felip VI de França va comunicar que faria tot allò que fos possible per ajudar els escocesos, alhora que posava a punt una gran flota, acompanyada d'un nombrós exèrcit, per tal d'envair ja no només Escòcia sinó la mateixa Anglaterra. Davant d'aquesta amenaça, Eduard III d'Anglaterra avortà immediatament la campanya. Al seu torn, Escòcia, amb Andrew Murray al capdavant, va prendre la iniciativa en capturar i destruir ràpidament les fortaleses angleses, devastant, fins i tot, els camps anglesos i fent aquests inhabitables pels camperols anglesos.
L'amenaça, cada cop major, d'un possible atac francès, va fer perdre el control del conflicte a Eduard III d'Anglaterra i, amb ell, el control del territori escocès, que passà a mans dels mateixos escocesos. Així, a partir de 1338, mentre Agnes Dunbar, comtessa de Dunbar i de March, continuava resistint les tropes que assetjaven el castell de Dunbar, la resta d'Escòcia va conèixer un període de pau, ja que Eduard III havia fet públiques les seves reivindicacions sobre la corona de França i havia desplaçat les seves tropes a Flandes, fet amb el qual s'iniciava la Guerra dels Cent Anys.
En qualsevol cas, en només nou anys el regne que havia organitzat en el seu moment Robert Bruce havia quedat pràcticament destruït. Bona part de la noblesa escocesa havia mort als diferents combats i l'economia d'Escòcia, que només havia començat a recuperar-se de les guerres anteriors, havia quedat novament destruïda pràcticament a la seva totalitat. Així, doncs, l'Escòcia que es va trobar David II en tornar al juny de 1341, era un país devastat i amb gran necessitat de pau i bon govern.
El monarca, al seu retorn i donada aquesta situació, va decidir mostrar-se digne del seu il·lustre progenitor, Robert Bruce. Va trencar les treves amb Anglaterra i retornà el suport que havia rebut de França col·laborant amb el rei Felip VI durant la Guerra dels Cent Anys. El 1341 encapçalà una incursió de l'exèrcit escocès a terres angleses, forçant així a Eduard III a desplaçar tropes cap al nord del país. Després de diverses operacions com aquesta, el 1346 Felip VI de França sol·licità a David II la invasió completa d'Anglaterra, per tal d'obligar a aquesta a trencar el setge anglès sobre la ciutat francesa de Calais. El rei d'Escòcia acceptà formalment la proposta i avançà cap al sud amb un exèrcit de 12.000 homes. En el seu avanç cap a la ciutat de Durham, es va topar amb un exèrcit anglès de 5.000 homes que avançava cap al nord des de Yorkshire. Ambdós contingents es van enfrontar a la batalla de Neville's Cross, on l'exèrcit escocès va patir una gran derrota. El mateix David II va ser ferit per dues vegades al rostre i fou fet presoner pels anglesos. Després d'un període de convalescència, fou empresonat a la Torre de Londres durant onze anys, mentre Escòcia era manada pel seu nebot, Robert Stewart. Aprofitant aquesta avinentesa, el 1355 Eduard de Balliol tornà a marxar cap a Escòcia al capdavant d'un petit exèrcit per tal de conquerir novament la corona del país. Tot i així, només va poder controlar part de Galloway, alhora que les seves forces minvaven. Finalment, el 1356 retirà definitivament les seves pretensions al tron escocès, i va morir vuit anys més tard, el 1364, sense descendència.
Finalment, en aplicació del Tractat de Berwick, el 3 d'octubre de 1357, David II va ser posat en llibertat després que Escòcia hagués pagat a Anglaterra un rescat desorbitat de 100.000 marcs, quantitat que s'havia d'abonar en un termini màxim de deu anys a partir de la posada en llibertat. Per a poder fer front a aquests pagaments, David II, ja novament al tron, va haver d'apujar fortament els impostos a la població. Aquest fet li va fer perdre bona part de la seva popularitat, ja que la població entenia que la recaptació no podia dedicar-se al pagament d'un deute contret pel mateix monarca. A més, en aquell moment l'economia d'Escòcia era encara pitjor que en anys anteriors, donats els efectes de l'epidèmia de pesta negra. Així, el primer pagament es realitzà en les formes i temps acordats; el segon s'abonà amb retard i la resta mai arribaren a pagar-se.
El 1363, David II va accedir a viatjar a la capital anglesa, on acceptà que, en cas que morís sense descendència, la corona d'Escòcia passaria al rei Eduard III d'Anglaterra, al seu cunyat o bé a algun dels seus fills. Tot i així, perquè la cerimònia de coronació fos vàlida, la Pedra de Scone tornaria a Escòcia. Malgrat la concreció d'aquesta negociació, els escocesos el rebutjaren i van proposar, en lloc seu, continuar els pagaments del rescat, els quals havien augmentat ja fins a les 100.000 lliures, alhora que amenaçaven de deposar David II. El 1365 se signà un nou tractat segons el qual s'establia una treva de vint-i-cinc anys de durada, però aquest document fou derogat el 1369 per un nou tractat, més favorable per a Escòcia. Aquest document, signat en plena guerra d'Anglaterra contra França, preveia acceptar els 44.000 marcs ja abonats com a part deduïble del deute inicial, alhora que la quantitat restant s'hauria d'abonar en anualitats de 4.000 marcs durant els següents 14 anys.
Malgrat aquests tractats de pau i la nova estabilitat a ambdós costats de la frontera, David II va perdre la seva popularitat i el respecte de la noblesa escocesa, en haver contret matrimoni en segones núpcies amb la vídua d'un petit senyor feudal. Finalment, el monarca va morir al febrer de 1371, deixant la corona en mans del seu nebot, Robert Stewart. D'altra banda, quan el 1377 va morir Eduard III d'Anglaterra, encara restaven 24.000 marcs per pagar, que ja mai serien abonats.